# Claus Petersen
Claus Petersen es un deportista danés que compitió en taekwondo. Ganó una medalla de plata en el Campeonato Europeo de Taekwondo de 1978, en la categoría de –58 kg.

## Palmarés internacional
| Campeonato Europeo | Campeonato Europeo | Campeonato Europeo | Campeonato Europeo |
| Año                | Lugar              | Medalla            | Categoría          |
| ------------------ | ------------------ | ------------------ | ------------------ |
| 1978               | Múnich (RFA)       | Medalla de plata   | –58 kg             |